# Aptostichus cahuilla
Espèce
Aptostichus cahuilla est une espèce d'araignées mygalomorphes de la famille des Euctenizidae.

## Distribution
Cette espèce est endémique de Californie aux États-Unis,. Elle se rencontre dans l'Ouest du comté de Riverside et dans le Sud-Ouest du Comté de San Bernardino.

## Étymologie
Cette espèce est nommée en l'honneur des amérindiens Cahuillas.

## Publication originale
- Bond, 2012 : Phylogenetic treatment and taxonomic revision of the trapdoor spider genus Aptostichus Simon (Araneae, Mygalomorphae, Euctenizidae). ZooKeys, no 252, p. 1-209 (texte intégral).